# 홍성룡 (성우)
홍성룡(1959년 4월 15일 ~ )는 대한민국의 성우이다. 1985년 EBS 7기 성우로 데뷔하였다.